# Fiat 850T - 900T
Les FIAT 600 T / 850 T & 900 T étaient des petits véhicules utilitaires fabriqués par la branche véhicules utilitaires FIAT LCV du groupe italien FIAT entre 1962 et 1985 dans l'usine OM de Suzzara.
Cette gamme de petits fourgons a connu une carrière exceptionnellement longue car il y eut un incomparable succès auprès des artisans et petits commerçants. Au cours des cinq premières années, sa production dépassa les 100 000 exemplaires. La gamme débuta avec la version 600 T de 1962 et deviendra successivement 850 T - 900 T puis 900 E.

## Fiat 600 T

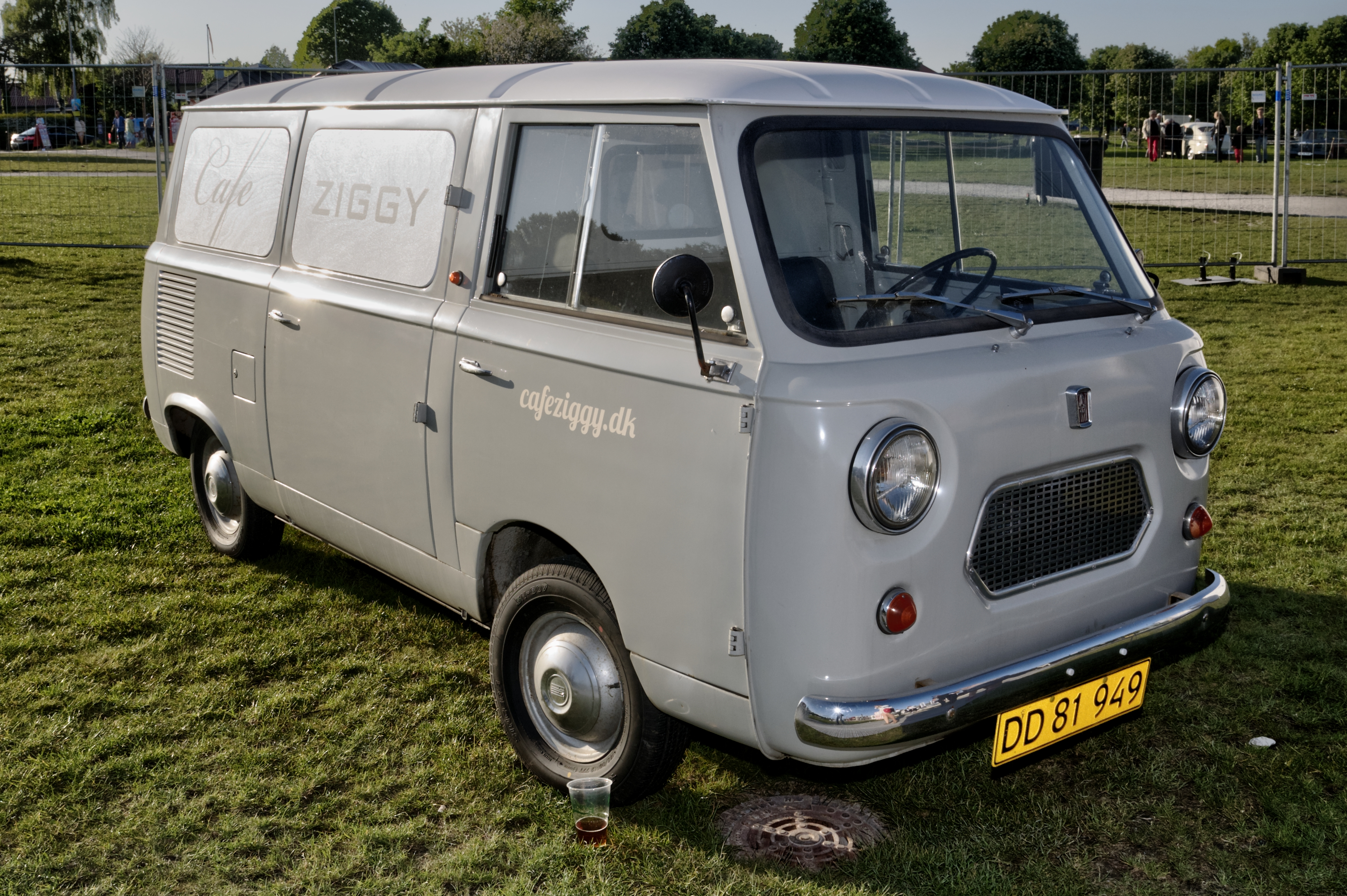
FIAT 600T 1re série (reconnaissable à sa grille de calandre trapézoïdale)

Le Fiat 600 T a été présenté en 1962 sous la forme d'une fourgonnette tôlée. Elle reprenait la base du Fiat 600 Multipla ainsi que la mécanique de la deuxième série avec le moteur de 767 cm3.Le choix de lancer ce véhicule est à rechercher dans le succès rencontré par les modèles produits directement par certains carrossiers industriels comme OM (pourtant filiale de FIAT), Coriasco avec son Fiat 600 M Coriasco ou Fissore.
Le nouveau véhicule sera très vite décliné également en version minibus destiné au transport scolaire de 8 places. Devant le succès rencontré, Fiat décide en 1964 de lancer la seconde série qui est en fait un tout nouveau modèle avec une plate-forme spécifique de plus grandes dimensions.
La seconde série se distingue par sa calandre rectangulaire et non plus hexagonale, les vitres des portières sont maintenant descendantes et non plus coulissantes, la porte arrière à ouverture latérale est remplacée par deux portes ouvrant, l'une vers le bas pour accéder au moteur placé à plat et l'autre vers le haut pour le chargement/déchargement des marchandises. Cette seconde série est rallongée de plusieurs centimètres.

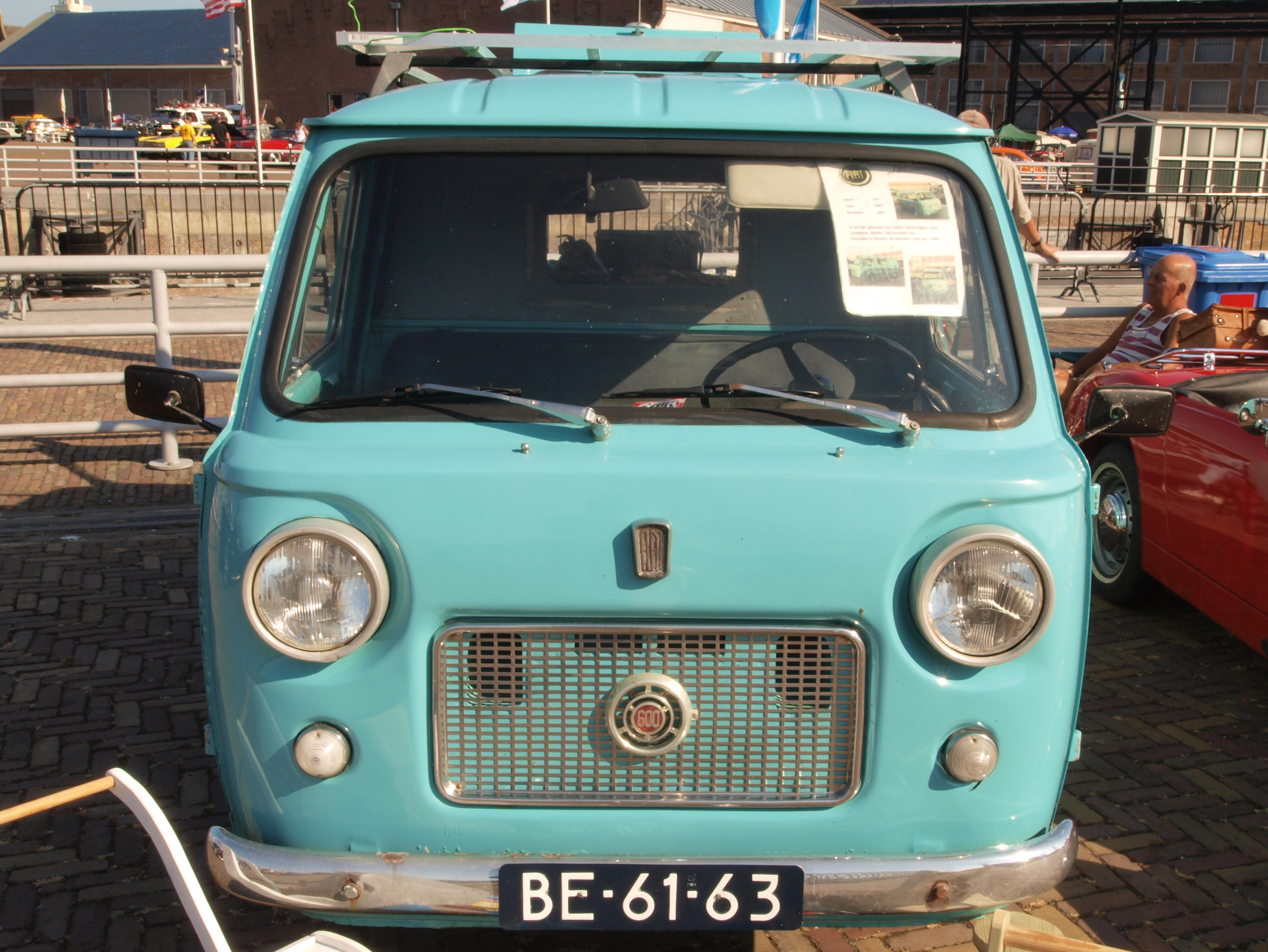
FIAT 600 T 2e série (1964) (grille de calandre rectangulaire)

Le lancement de la deuxième série du 600 T s'effectue en même temps que celui du Fiat 850 T, semblable au 600 T seconde série mais disposant de la mécanique de la Fiat 850 avec le nouveau moteur Fiat de 843 cm3 développant 34 ch. Les ventes du nouveau 600 T furent alors notablement réduites car reportées vers le nouveau modèle plus puissant.
La production du 600 T se poursuivra pour alimenter les carrossiers traditionnels Coriasco, Fissore, Pasino et Moretti qui réalisaient des variantes pick-up du Fiat 600 T.
Les gammes du Fiat 600 T et du 850 T commercialisées comprenaient les versions suivantes :
- Fourgon tôlé 1 porte et 2 portes, avec toit ouvrant en option,
- Fourgon vitré 1 porte et 2 portes, avec toit ouvrant en option,
- Fourgon tôlé ou vitré avec rehausse de toit 1 porte et 2 portes, toit en tôle ou polyester,
- Fourgon isotherme 1 porte et 2 portes, avec toit normal ou rehaussé,
- Minibus 1 porte et 2 portes, toit normal ou rehaussé, 8 places.

## Fiat 850 T
Le FIAT 850 T, lancé lors du Salon de l'automobile de Turin en novembre 1964, dérive étroitement du FIAT 600 T seconde série. Son empattement a été allongé de 5 cm et il dispose de la mécanique moderne de la Fiat 850. La spécialité de cet utilitaire sera, comme son prédécesseur, le transport de colis et autres marchandises en milieu urbain. Une version Familiale et Minibus scolaire sera également commercialisée.

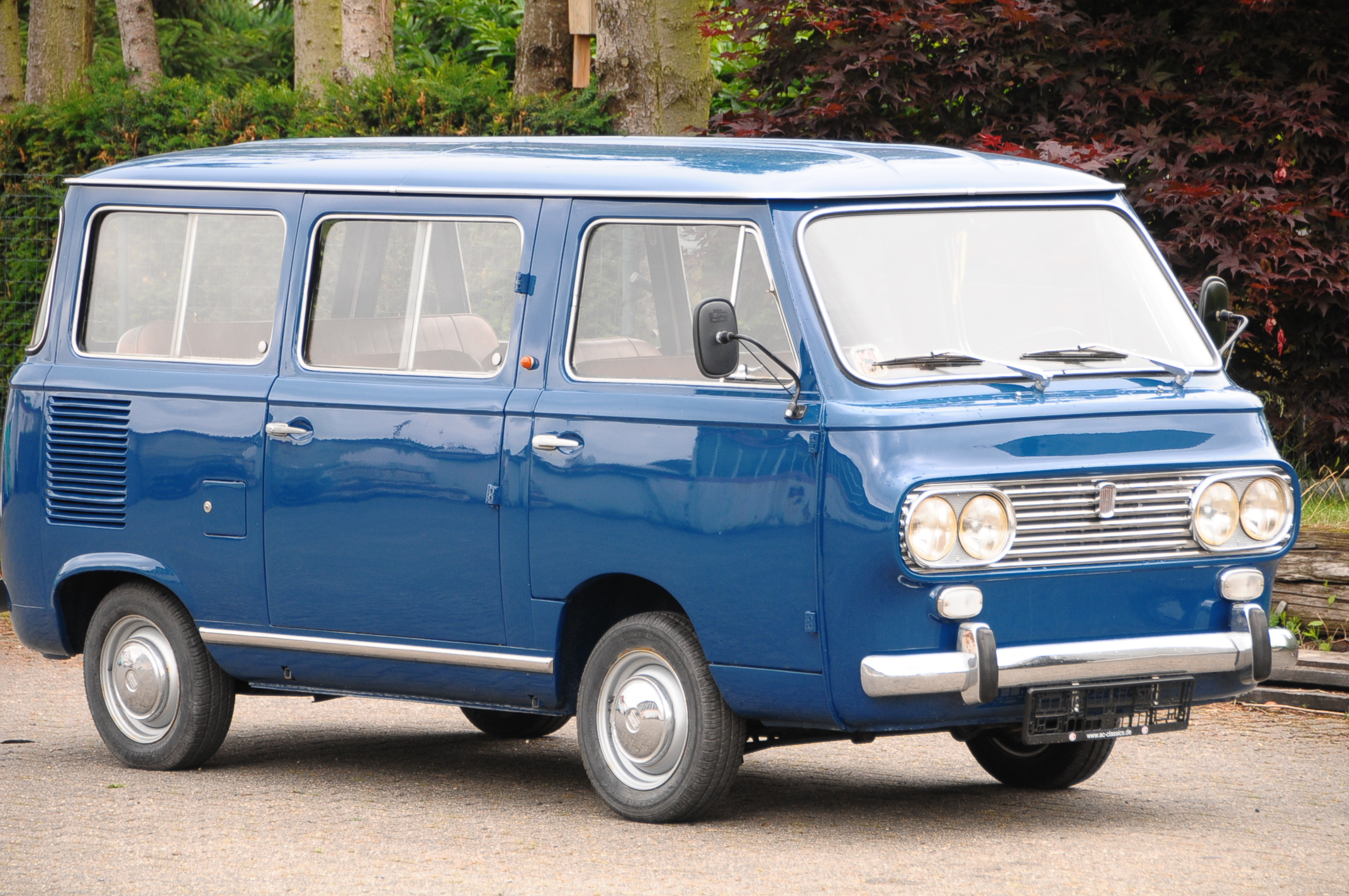
Fiat 850 Familiare & Minibus (reconnaissable à sa grille de calandre spécifique et ses doubles phares)

Les différences entre les deux modèles étaient minimes. Les clignotants de la face avant étaient de plus gros diamètres, le logo FIAT, placé au-dessus de la fausse calandre dans le 600 T, est incorporé au centre de la calandre dans le 850 T. Les feux arrière sont cerclés d'un profilé chromé sur le 600 T.
Le FIAT 850 T offre un volume de soute de 2,65 m3 avec son toit normal et 3,0 m3 avec le toit rehaussé. L'accessibilité est particulièrement aisée puisque le constructeur propose le choix de nombreuses combinaisons avec deux portes battantes pour le conducteur et le passager, une ou deux portes sur les côtés et un hayon arrière.
Ce véhicule fiable et polyvalent a été largement utilisé par les services de la Polizia, et surtout des Carabiniers, présents dans les villages et les zones rurales (l'équivalent de la Renault Estafette pour la gendarmerie française), les agents de la RAI-Tv, les équipes des électriciens d'ENEL ou des téléphones de la SIP devenue Telecom Italia.
Cette fourgonnette a été également fabriquée en ex-Yougoslavie par Zastava, dans ses différentes versions, jusqu'en 1990.

### Versions camping-car
Trois variantes loisir figuraient aussi au catalogue :
- Farina et Fiesta, avec le toit soulevable pour devenir une tente,
- Fargo, avec une double porte latérale et une toile de tente intégrée pour créer une extension au véhicule.

### Fiat 850T Electrique

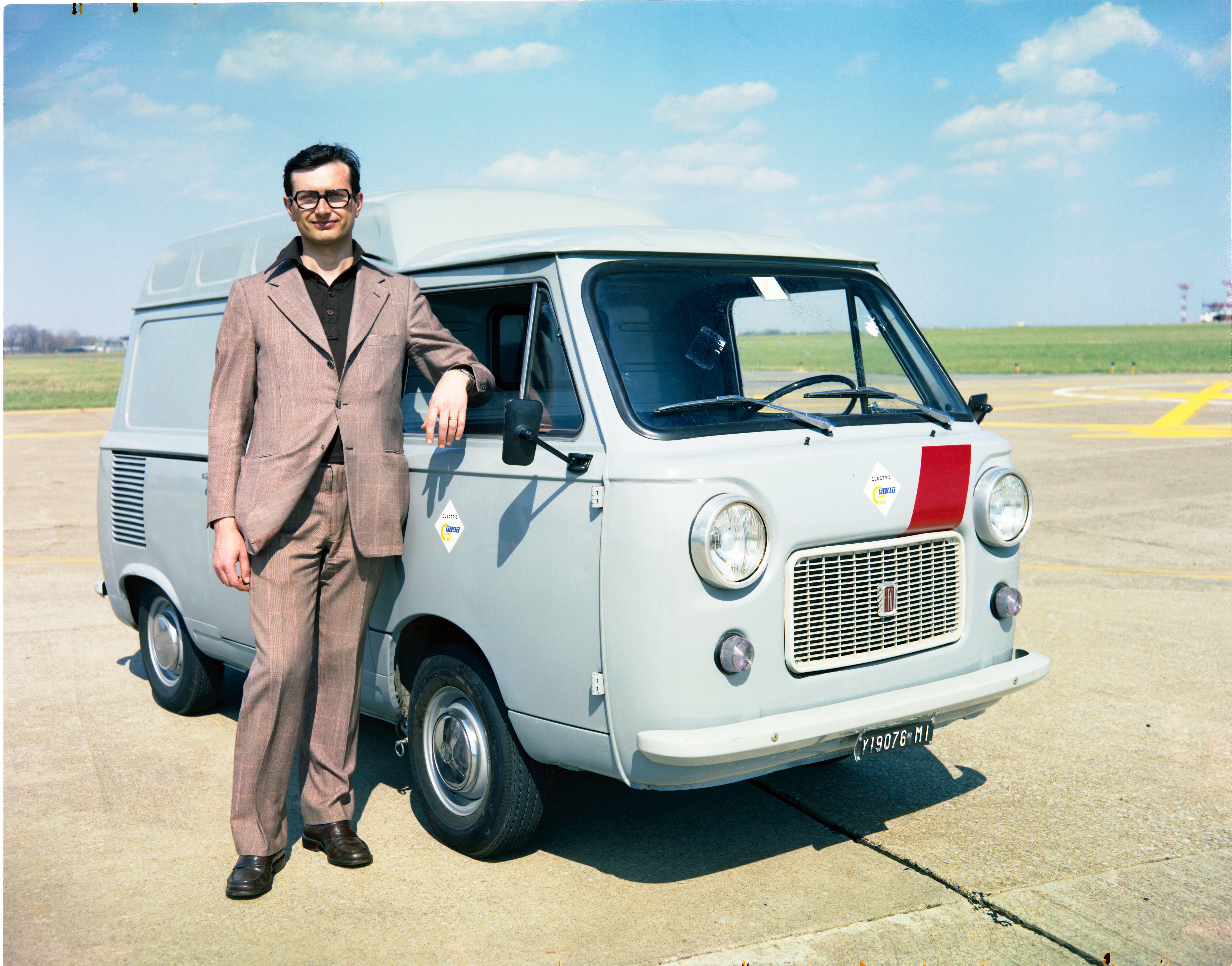
FIAT 850T Electrique testé par la NASA par John H. Glenn (photo) à Lewis Field. (photo prise par Martin Brown le 13 avril 1977 et déposée à la NARA - National Archives and Records Administration)

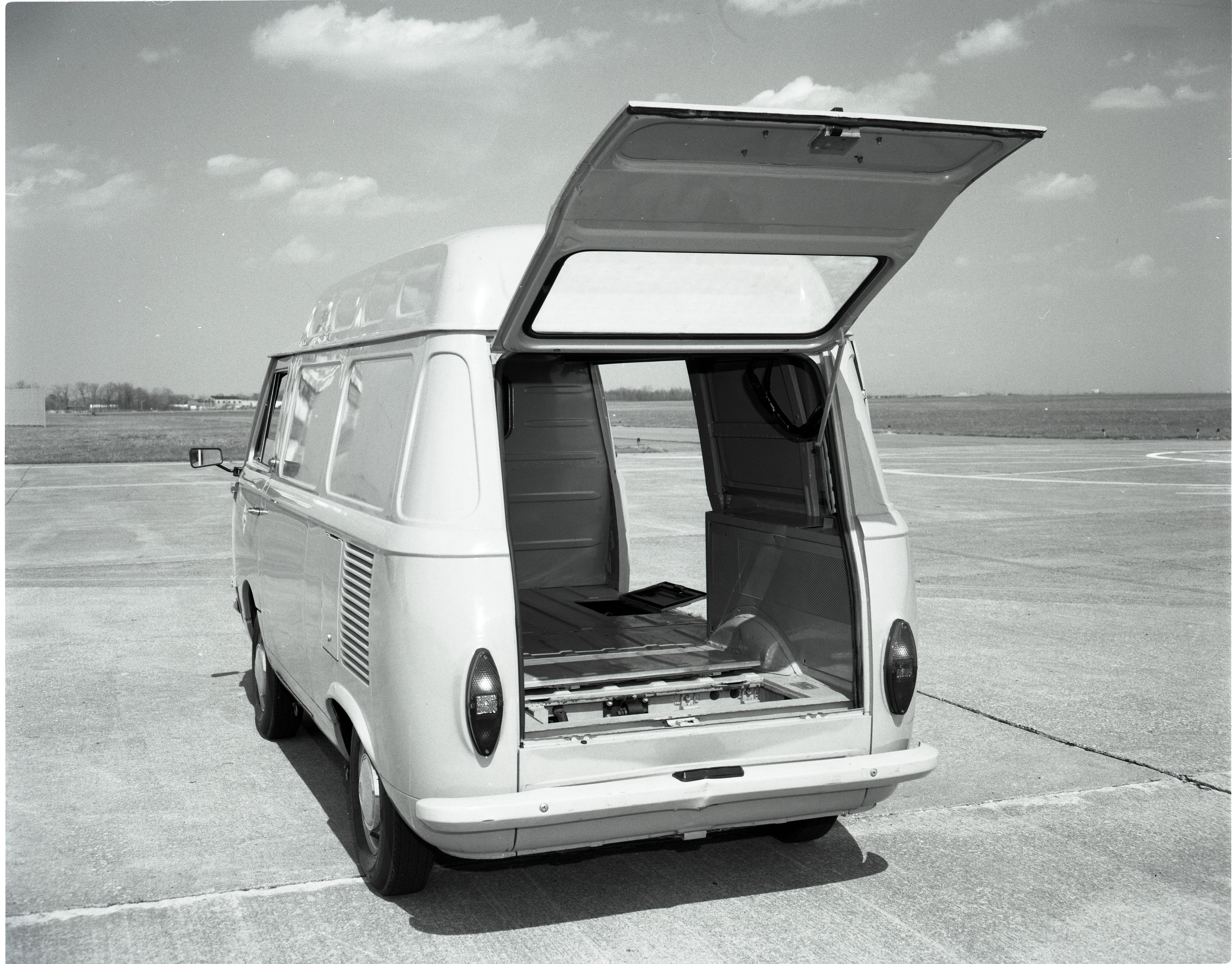
Vue compartiment arrière (avec accès à plat après suppression du moteur thermique)

Au Salon International de la Technique de 1976, FIAT a présenté un fourgon 850T électrique. Construit selon le cahier des charges de l'électricien public italien ENEL (l'EDF italien), le fourgon a été réalisé par le Centro Ricerche Fiat. Il disposait d'un moteur électrique FIAT à courant continu de 14 kW sous 144 V, énergie assurée par 12 batteries de 12 V. Le freinage électrique servait de récupérateur d'énergie. Le Fiat 850T électrique pèse 1 417 kg à vide et offre une charge utile de 370 kg. Il affiche une vitesse de pointe de 60 km/h et dispose d'une autonomie de 80 km si le trajet ne comporte pas de pentes supérieures à 19 %.
Ce véhicule a été analysé par la NASA aux États-Unis. Le rapport final mentionne que les parois latérales et arrières du fourgon FIAT, d'un poids total en charge de 1 986 kg, sont les mêmes que celles de la fourgonnette de série. Le fourgon est alimenté par 12 batteries de 12 volts (6TS 17T), connectées en série, fabriquées par Magneti Marelli. Les batteries sont situées sous le fourgon, dans un conteneur manœuvrable hydrauliquement. Ce système de levage hydraulique facilite l'entretien et le remplacement des batteries qui ont une capacité nominale de 135 Ah avec une autonomie de 5 heures (27 A en 5 heures). Leur poids total est de 461 kg.
Le véhicule est propulsé par un moteur électrique à courant continu à excitation séparée fabriqué par FIAT. La puissance nominale continue du moteur est de 14 kW (19 Ch). Il peut fournir une puissance de pointe de 29 kW (39 Ch) pendant 3 minutes. Sa vitesse nominale est de 2 600 tr/min et maximale de 6 700 tr/min. Le moteur pèse 55 kg.
Le chargeur de batterie externe est alimenté par une prise triphasée de 240 V (norme américaine). Le chargeur fourni n'est pas celui habituellement utilisé par FIAT qui dispose d'une tension de 380V en triphasé en Italie. Le chargeur spécial fourni par FIAT a eu une bonne efficacité d'environ 89 %.
Les modifications apportées par rapport au modèle thermique de série :
- Retrait du moteur thermique, remplacé par un moteur électrique,
- Ressorts arrière renforcés pour absorber la surcharge des batteries,
- Augmentation du volume de chargement à plat après suppression du moteur thermique à l'arrière.

Les tests effectués sur la fourgonnette FIAT 850T Electrique ont été réalisés conformément au document de l'ERDA intitulé « Procédure d'essai et d'évaluation des véhicules électriques et hybrides » (ERDA-EHV-TEP).
Les tests d'autonomie à vitesse constante ont été réalisés à 40 km/h et 56 km/h, soit la vitesse maximale du véhicule.
L'ensemble des tests réalisés est disponible sur le site : (en) ntrs.nasa.gov Volume II - Three State-of -the-Art Individual Electric and Hybrid Vehicle Test Reports - November 1978 - Report 1 : Fiat %5QT Electric Van

### Fiat 850 Visitor-Bus

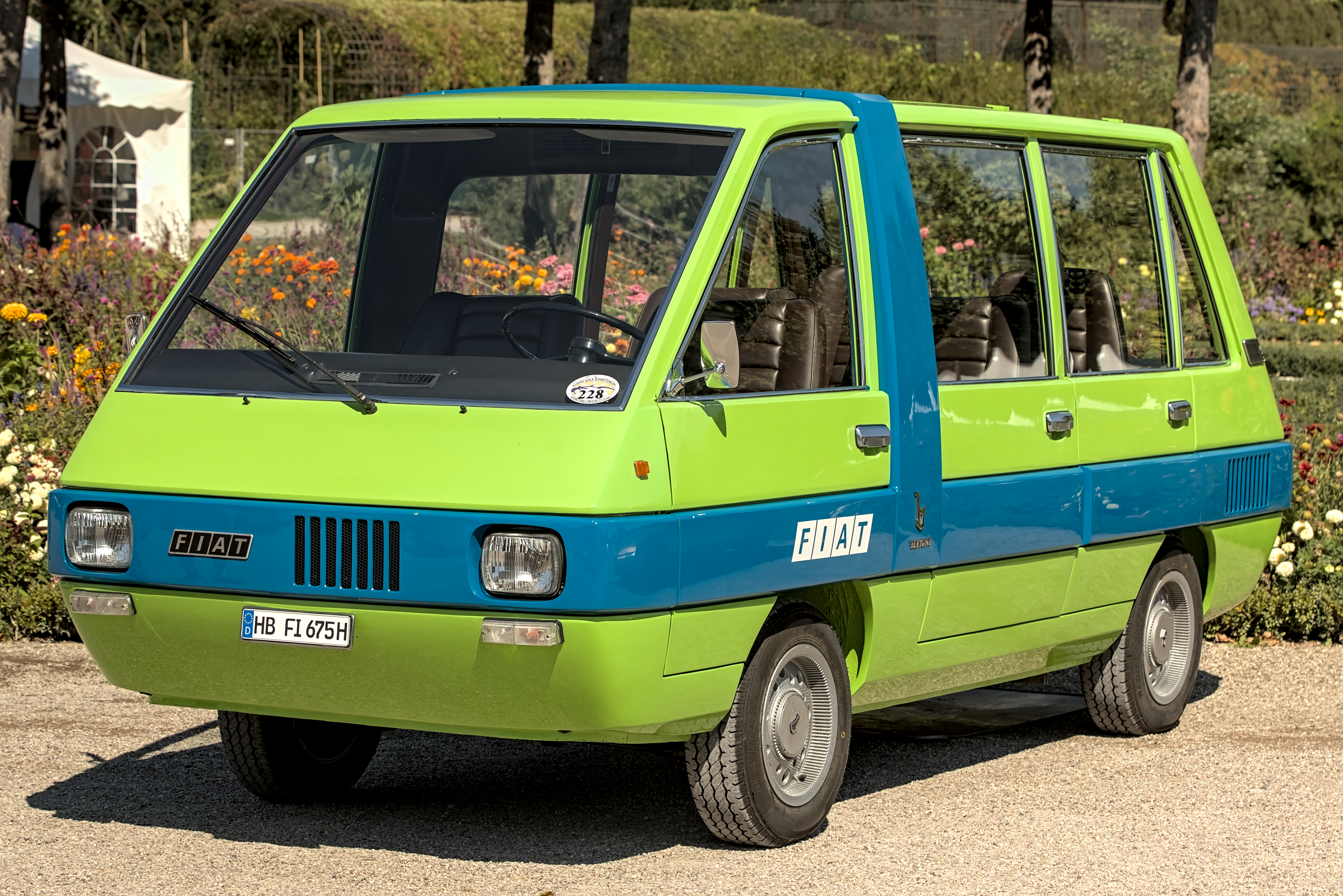
Fiat 850 Visitor-Bus by Bertone (1975)

Dès sa nomination comme patron du groupe Fiat, Gianni Agnelli a ouvert les installations de l'usine du Lingotto et de l'usine géante Fiat Mirafiori à Turin aux visiteurs. Dans les années 1960, le constructeur utilisait des Fiat 600 Multipla, véhicules compacts à six places avec deux banquettes pour transporter les visiteurs. Dès son apparition, le nouveau Fiat 850 T minibus a progressivement pris en charge le déplacement des visiteurs sur ces deux sites industriels, mais ce n'était qu'un véhicule commun de série. Gianni Agnelli décida de commander au cabinet de style Bertone l'étude d'un modèle spécifique, construit sur la plateforme de la fourgonnette 850 T, le Visitor-Bus.

## Fiat 900 T
En 1976, le Fiat 850 T devient Fiat 900 T. Il bénéficie d'un restylage complet de la carrosserie et sa mécanique est remplacée par le moteur essence de 903 cm3 développant 47 ch DIN ramenés à 35 ch, dérivé de celui de la Fiat 127. Douze versions sont disponibles. La dynamo est remplacée par un alternateur et les freins sont renforcés. Les versions pick-up sont désormais le privilège de la Carrozzeria Coriasco qui transformait déjà les précédentes versions.
Ce modèle, depuis son lancement en 1962 et jusqu'à fin 1979, avant le lancement du Fiat 900 E, a été fabriqué à plus de 500 000 exemplaires.

## Fiat 900 E

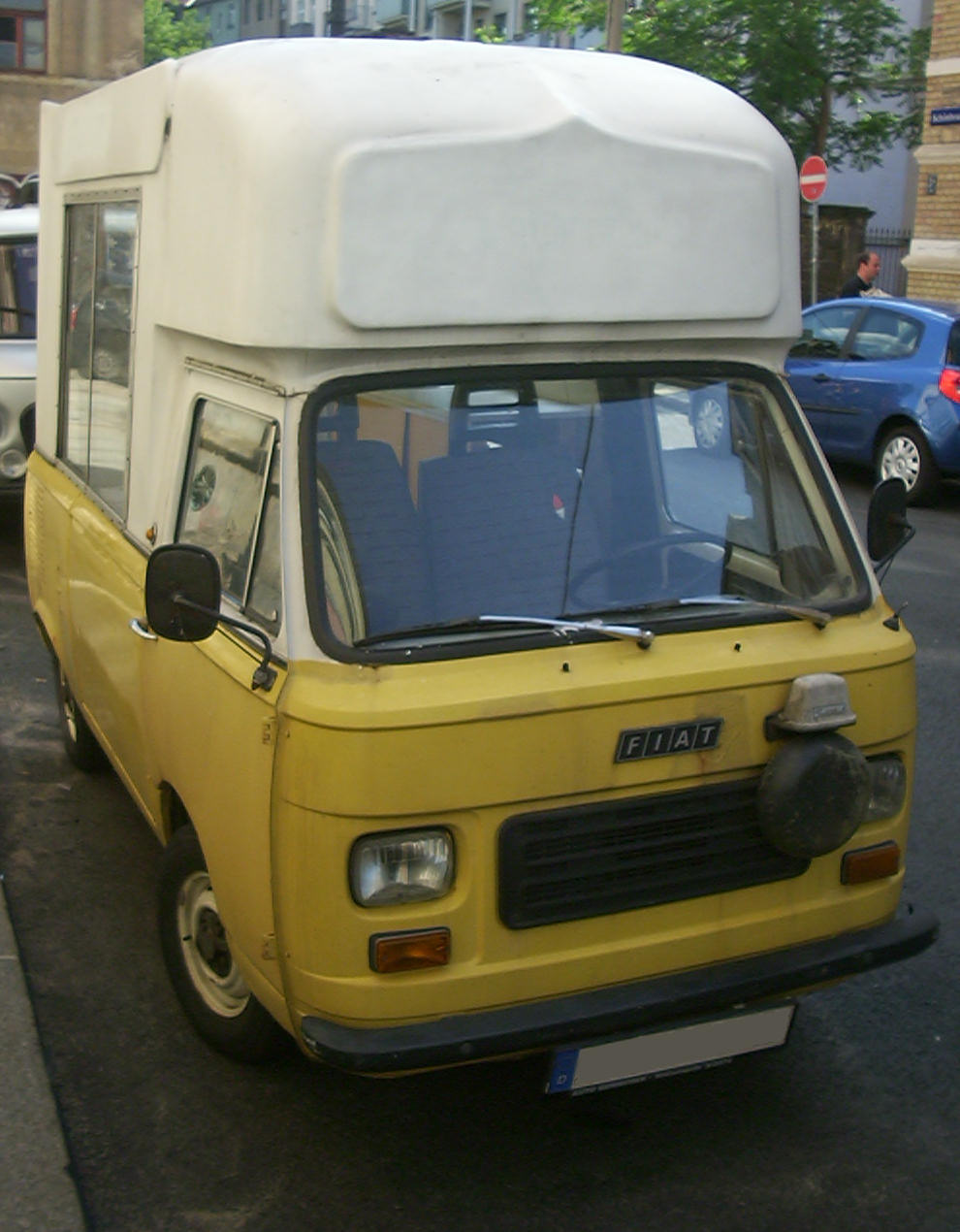
Fiat 900 E Camper

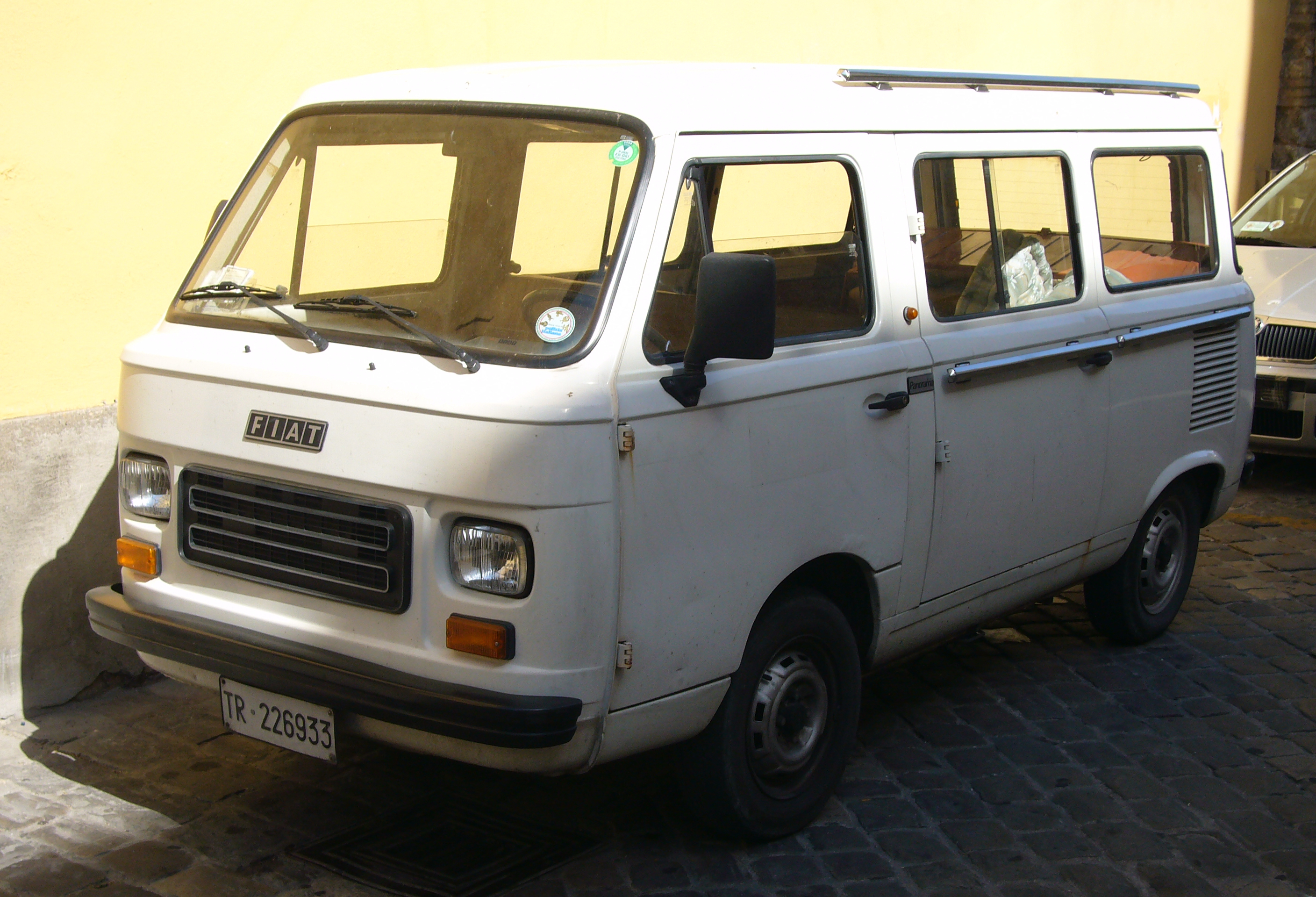
Fiat 900 T/E Minibus

En 1980, Fiat présente une version encore améliorée de son petit utilitaire, le Fiat 900 E. Il a été fabriqué jusqu'en fin d'année 1985 avant d'être remplacé par le mini Ducato, le Fiat Talento, mais son véritable remplaçant sera le Fiat Scudo, lancé en 1995.
Plusieurs versions dérivées verront le jour, comme cette version camper spéciale pour les marchés nordiques.

## Les versions yougoslaves Zastava
FIAT a cédé les licences au constructeur (ex-)yougoslave Zastava pour construire, dans son usine de Kragujevac en Serbie, les répliques de ces modèles :
- Zastava 430 K qui correspond à la Fiat 600 Multipla fourgon, avec le moteur Fiat type 100 de 767 cm3 ;
- Zastava 435 K et F (pick-up) pour le Fiat 600T, avec le moteur Fiat de 848 cm3 ;
- Zastava 850 AK (fourgon) F (pick-up) et AF (cabine double) pour le Fiat 850T ;
- Zastava 900 AK, F, AF et AL (minibus) pour le Fiat 900T, avec moteur Fiat 100GF.000 de 903 cm3 et 35 Ch / (26 kW).

## Fiat 500/850 Draisineferroviaire

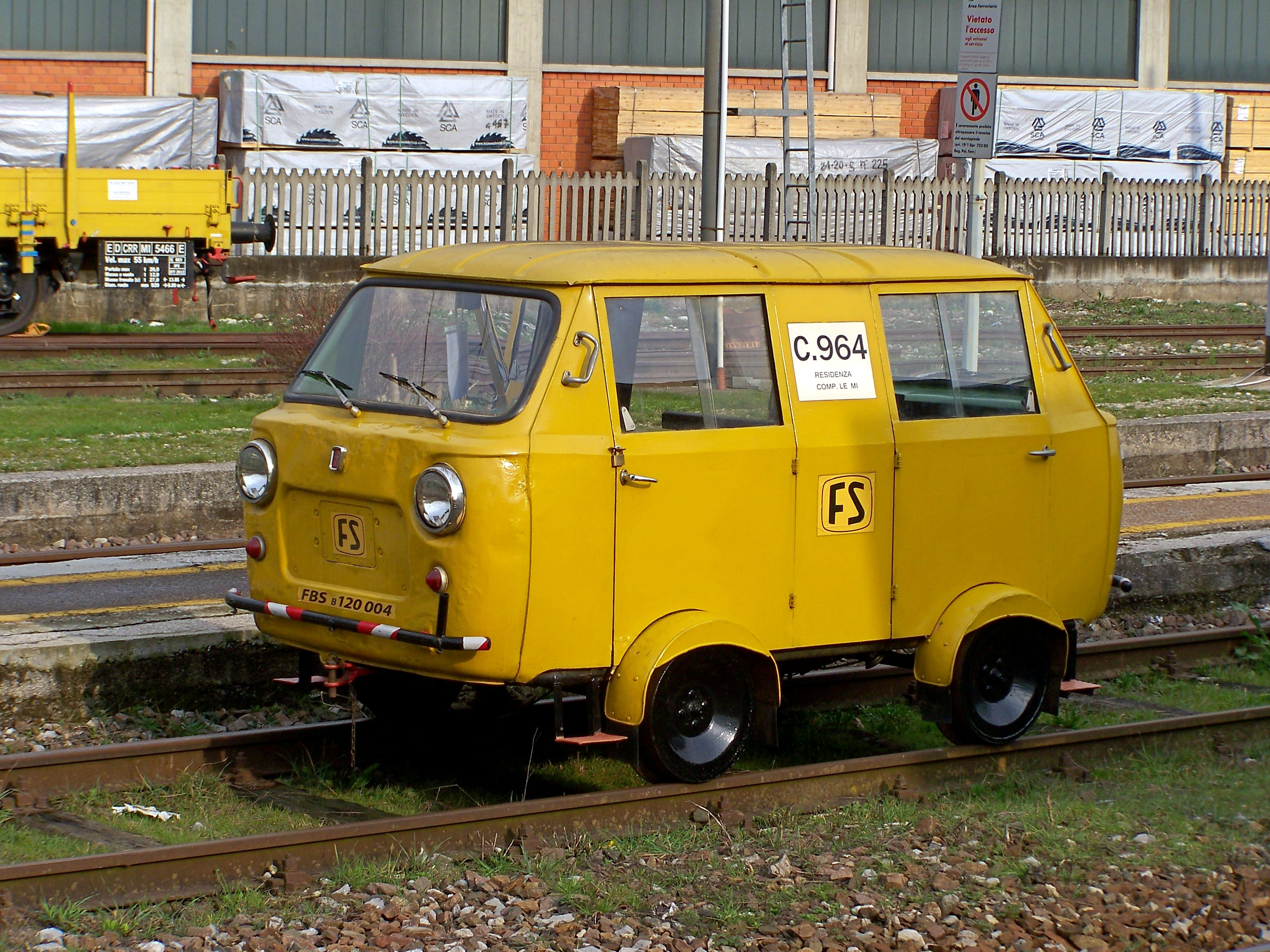
Draisine ferroviaire biface avec l'avant de la Fiat 850

La Fiat 500/850 Motocarrello est une draisine ferroviaire motorisée, construite en petite série par FIAT dans les années 1960 et destinée au déplacement du personnel. Véhicule léger à deux essieux avec une carrosserie à double face avec deux cabines de conduite :
- 1re série - empruntées à la Fiat 600 T avec sa grille de calandre trapézoïdale,
- 2e série - empruntées à la Fiat 850 T avec sa grille de calandre rectangulaire.

La propulsion est assurée par le moteur bicylindre à plat FIAT de 499,5 cm3 qui équipait les voitures Fiat 500 Giardiniera et Autobianchi Bianchina Panoramica de 1960, et à partir de 1966 l'Autobianchi 500 Giardiniera.